# Ден Вітч
Ден Вітч (англ. Dan Veatch; нар. 18 квітня 1965) — американський плавець.
Учасник Олімпійських Ігор 1988 року.
Переможець Пантихоокеанського чемпіонату з плавання 1987, 1989 років.
Призер Панамериканських ігор 1991 року.